# Aline Bertrand
Scènes principales
Le mal court
La Mégère apprivoisée
La guerre de Troie n'aura pas lieu
Les Séquestrés d'Altona
Richard III
Hernani
Aline Bertrand, est une actrice française, pensionnaire de la Comédie-Française de 1971 à 1978.
 
Elle a été l'interprète, au théâtre, de Shakespeare (La Mégère apprivoisée, Richard III) et, à plusieurs reprises, de Jacques Audiberti aussi bien au théâtre qu'à la télévision (Le mal court).
 
Au cinéma, elle est apparue dans des films comme Banzaï, Le Vieil Homme et l'Enfant, Le Journal d'une femme de chambre.

Elle s'est également illustrée à la télévision, principalement du temps de l'ORTF dans des séries comme Marie-Antoinette ou celles de la collection Le Théâtre de la jeunesse.

## Théâtre
- 1942 : Dieu est innocent de Lucien Fabre, mise en scène Marcel Herrand, Théâtre des Mathurins
- 1946 : La Route des Indes de Jacques Deval d'après Ronald Harwood, Théâtre des Ambassadeurs
- 1949 : La Soif de Henry Bernstein, Théâtre des Ambassadeurs
- 1951 : La Soif de Henri Bernstein, Théâtre des Célestins, tournée Karsenty
- 1955 : L’Opéra du gueux de John Gay, mise en scène André Cellier et Gilles Léger, Poche Montparnasse
- 1955 : Le mal court de Jacques Audiberti, mise en scène Georges Vitaly, Théâtre La Bruyère
- 1957 : La Mégère apprivoisée de William Shakespeare, mise en scène Georges Vitaly, Théâtre de l'Athénée
- 1960 : Un ange qui passe de Pierre Brasseur, mise en scène de l'auteur, Théâtre des Célestins
- 1960 : La Bonne Âme du Se-Tchouan de Bertolt Brecht, mise en scène André Steiger, Théâtre Récamier
- 1963 : Le mal court de Jacques Audiberti, mise en scène Georges Vitaly, Théâtre La Bruyère
- 1963 : La guerre de Troie n'aura pas lieu de Jean Giraudoux, mise en scène Jean Vilar, Festival d'Avignon
- 1963 : Thomas More ou l'homme seul de Robert Bolt, mise en scène Jean Vilar, TNP Théâtre de Chaillot, Festival d'Avignon
- 1964 : Turcaret d'Alain-René Lesage, mise en scène Jean-Laurent Cochet, Théâtre de l'Ambigu
- 1964 : La Voyante d'André Roussin, mise en scène Jacques Mauclair, Théâtre de la Madeleine
- 1965 : Les Séquestrés d'Altona de Jean-Paul Sartre, mise en scène François Périer, Théâtre de l'Athénée
- 1968 : ...Et à la fin était le bang de René de Obaldia, mise en scène Marcel Cuvelier, Théâtre des Célestins
- 1969 : Quelque chose comme Glenariff de Danièle Lord et Henri Garcin, mise en scène Henri Garcin, Théâtre des Mathurins
- 1970 : Un jour dans la mort de Joe Egg de Peter Nichols, mise en scène Michel Fagadau, Théâtre de la Gaîté-Montparnasse
- 1971 : Au bal des chiens de Rémo Forlani, mise en scène André Barsacq, Théâtre de l'Atelier
- 1972 : Le Maître de Santiago de Henry de Montherlant, mise en scène Michel Etcheverry Comédie-Française
- 1972 : Richard III de William Shakespeare, mise en scène Terry Hands, Comédie-Française Festival d'Avignon
- 1973 : Richard III de William Shakespeare, mise en scène Terry Hands, Comédie-Française
- 1973 : Les Caprices de Marianne de Alfred de Musset, mise en scène Jean-Laurent Cochet, Comédie-Française
- 1974 : Hernani de Victor Hugo, mise en scène Robert Hossein, Comédie-Française
- 1975 : Cinna de Corneille, mise en scène Simon Eine, Comédie-Française au Petit Odéon
- 1981 : Thérèse Raquin d'Émile Zola, mise en scène Raymond Rouleau, Théâtre de Boulogne-Billancourt

## Filmographie
- 1961 : Par-dessus le mur : la belle-mère
- 1962 : Le Gentleman d'Epsom : la patronne du bar
- 1963 : La Belle Vie
- 1964 : Le Journal d'une femme de chambre
- 1965 : Les Bons Vivants : Mme Pauline (sketches La Fermeture et Le Procès)
- 1967 : Le Vieil Homme et l'Enfant : Raymonde
- 1974 : Un nuage entre les dents : la concierge-explosion
- 1977 : Un neveu silencieux
- 1979 : Retour à la bien-aimée : Élise
- 1981 : Psy : Suzanne
- 1981 : Celles qu'on n'a pas eues : la grand-mère
- 1982 : T'empêches tout le monde de dormir
- 1982 : Les Misérables : Mme Magloire
- 1983 : Banzaï : la vieille dame pavillon
- 1984 : La Femme ivoire

## Télévision
- 1961 : Le Théâtre de la jeunesse : Le Capitaine Fracasse, téléfilm d'après Le Capitaine Fracasse de Théophile Gautier, réalisation François Chatel : Merveille
- 1962 : Le mal court, téléfilm d'Alain Boudet d'après la pièce de théâtre de Jacques Audiberti : la gouvernante
- 1962 : Le Théâtre de la jeunesse : la fille du capitaine (TV) : Avodtja
- 1965 : Les Jeunes Années (TV) : Mme Bizet
- 1968 : Turcaret (TV) : Mme Jacob
- 1972 : Les Sanglots longs (TV) : Le brigadier
- 1972 : Le 16 à Kerbriant (série TV) : Marie Legoff
- 1972 : Les Chemins de pierre (série TV)
- 1972 : La Station Champbaudet d'Eugène Labiche et Marc-Michel, réalisation Georges Folgoas Comédie-Française : Nina Letrinquier
- 1974 : L'Implantation (TV) : Zélie Holdy
- 1975 : Le Secret des dieux (feuilleton TV) : Berthe
- 1975 : Marie-Antoinette (feuilleton TV)
- 1978 : 1788 (TV) : Clémence Coquard
- 1978 : La Ronde de nuit (TV) : Carelina
- 1979 : Jean le Bleu (TV) : Massote
- 1979 : Le Cadran solaire (TV) : Maria
- 1979 : Avoir été (TV) : Mme Irma
- 1980 : Tarendol (TV) : Mme Delair
- 1980 : Histoires étranges (feuilleton TV) : Javotte (sketch Un rêve)
- 1980 : Comme le temps passe (TV) : tante Espérance
- 1981 : Quatre femmes, quatre vies: Être heureux sans le bonheur (TV) : Bully
- 1982 : Paris-Saint-Lazare (feuilleton TV) : Louise
- 1983 : Secret diplomatique de Denys de La Patellière et Claude Barrois (feuilleton TV)

## Doublage
Les dates correspondent aux sorties initiales des films mais pas forcément aux dates des doublages.

### Cinéma
- 1945 : Aladin et la Lampe merveilleuse : la princesse Armina (Adele Jergens)
- 1950 : Le Chevalier du stade : Margaret Miller (Phyllis Thaxter)
- 1951 : Dans la gueule du loup : Peggy Clancy (Lynn Baggett)
- 1957 : Rendez-vous avec une ombre : Veda Pinelli (Peggy Maley (en))